# Echium
Echium L. (1753) es un género de plantas perteneciente a la familia Boraginaceae. Este género comprende unas 130 especies. Su nombre popular de viborera es debido a su llamativo pistilo que presenta una forma parecida a la lengua de una víbora. 

## Descripción
Las plantas de este género son en su mayoría plantas herbáceas en las que algunas especies pueden sobrepasar los 3 metros de altura. La especie tipo del género es Echium vulgare (viborera) que presenta unas flores de color azul-purpureo con una corola en forma de trompeta.
Las especies endémicas de la Macaronesia suelen presentar portes arbustivos leñosos.

## Distribución
Las especies del género Echium se distribuyen por el área mediterránea ―Asia occidental, norte de África y sur de Europa― y los archipiélagos de Canarias, Madeira y Cabo Verde.

## Taxonomía
El género fue descrito por Carlos Linneo y publicado en Species Plantarum 1: 139. 1753.
Etimología
Echium: nombre genérico que deriva del griego echion, derivado de echis que significa víbora, por la forma triangular de las semillas que recuerda vagamente a la cabeza de una víbora.
Sinonimia
El género presenta los siguientes sinónimos:
- Argyrexias Raf.
- Isoplesion Raf.
- Larephes Raf.
- Megacaryon Boiss.
- Stomotechium Lehm.

## Especies aceptadas
Estas son las especies aceptadas del género:
- Echium acanthocarpum Svent.
- Echium aculeatum Poir.
- Echium albicans Lag. & Rodr.
- Echium amoenum Fisch. & C. A. Mey.

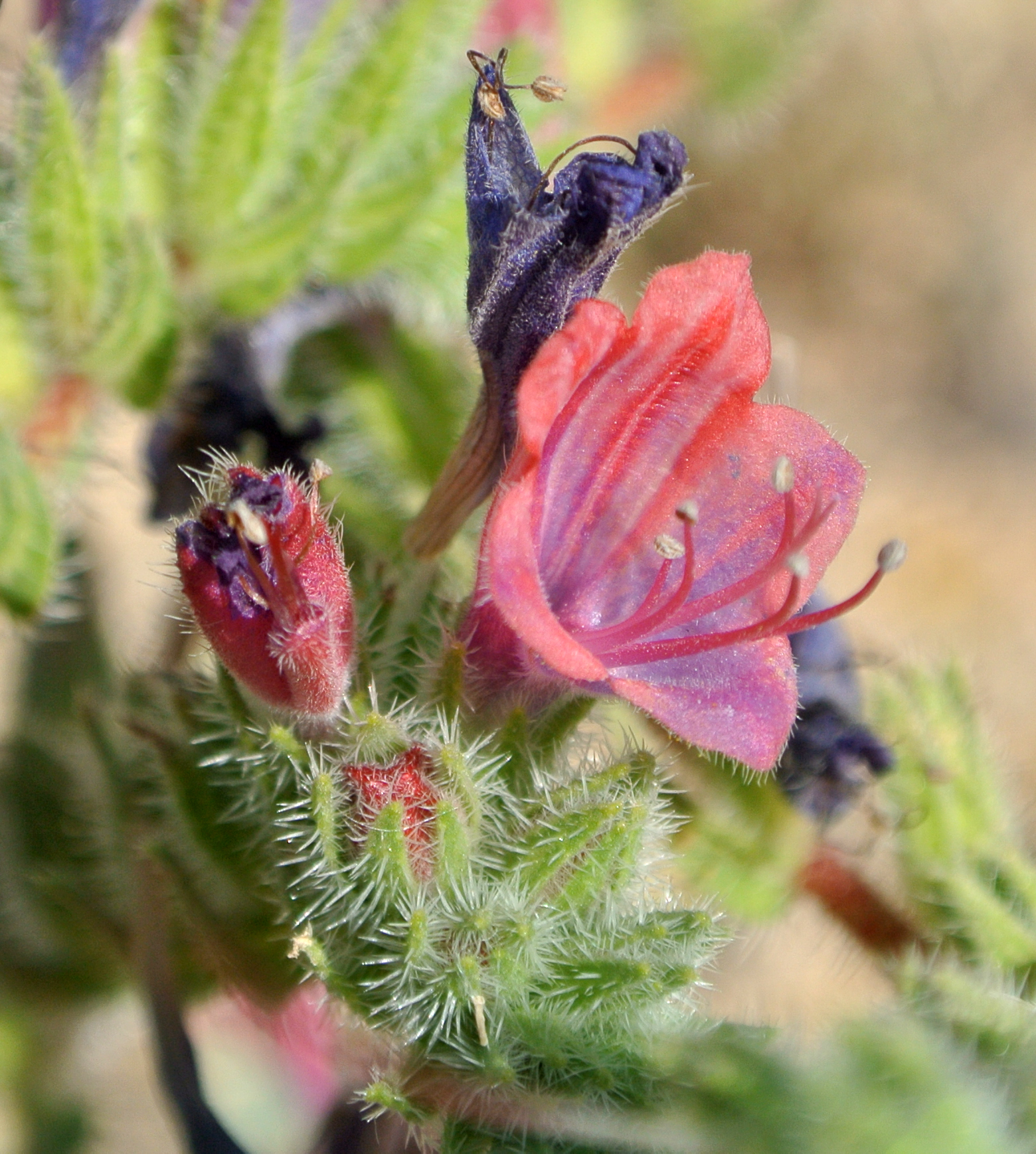
Echium judaeum.

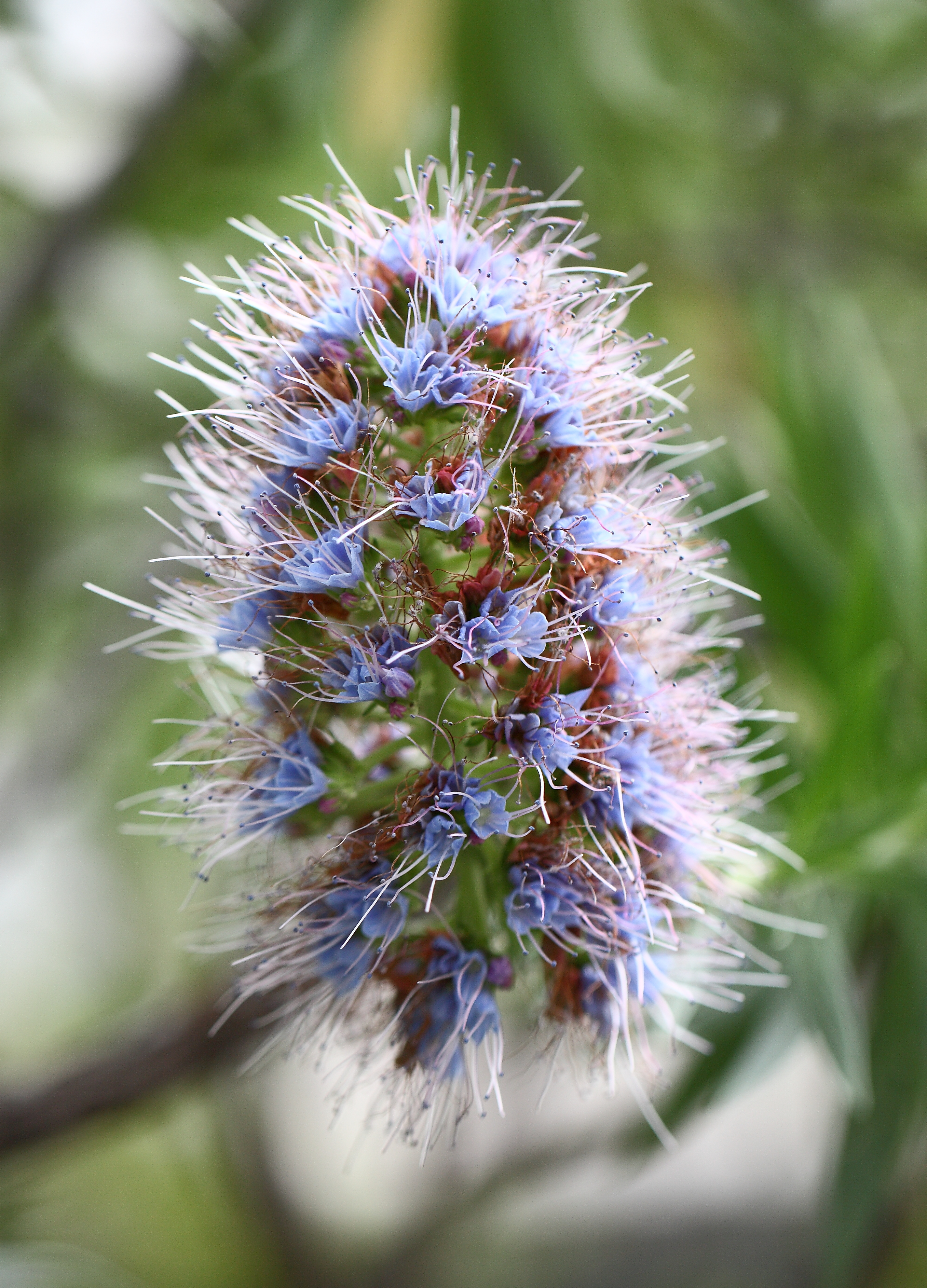
Echium nervosum.

- Echium anchusoides Bacch., Brullo & Selvi
- Echium angustifolium Lam.
- Echium arenarium Guss.
- Echium asperrimum Lam.
- Echium auberianum Webb et Berth.
- Echium bethencourtii Santos
- Echium boissieri Steudel
- Echium bonnetii Coincy
- Echium brevirame Sprague et Hutch.
- Echium callithyrsum Webb ex Bolle
- Echium candicans L. fil.
- Echium canum Emb. & Maire
- Echium creticum L.
- Echium decaisnei Webb
- Echium flavum Desf.
- Echium gaditanum Boiss.
- Echium gentianoides Webb ex Coincy
- Echium giganteum L. fil.
- Echium glomeratum Poir.
- Echium handiense Svent.
- Echium hierrense Webb ex Bolle
- Echium horridum Batt.
- Echium humile Desf.
- Echium hypertropicum Webb
- Echium italicum L.
- Echium judaeum Lacaita
- Echium khuzistanicum Mozaff.
- Echium lancerottense Lems et Holz.
- Echium leucophaeum Webb ex Sprague & Hutch.
- Echium longifolium Delile
- Echium lusitanicum L.
- Echium marianum Boiss.
- Echium modestum Ball
- Echium nervosum Dryand. in W.T. Aiton
- Echium onosmifolium Webb
- Echium orientale L.
- Echium pabotii Mouterde
- Echium parviflorum Moench
- Echium petiolatum Barratte & Coincy
- Echium perezii Sprague
- Echium pininana Webb et Berth.
- Echium plantagineum L.
- Echium rauwolfii Delile
- Echium rosulatum Lange
- Echium rubrum Forssk.
- Echium russicum J. F. Gmel.
- Echium sabulicola Pomel
- Echium salmanticum Lag.
- Echium simplex DC.
- Echium spurium Lojac.
- Echium stenosiphon Webb
- Echium strictum L.f.
- Echium suffruticosum Barratte
- Echium sventenii Bramw.
- Echium tenue Roth
- Echium triste Svent.
- Echium tuberculatum Hoffmanns. & Link
- Echium velutinum Coincy
- Echium virescens DC.
- Echium vulcanorum A. Chev.
- Echium vulgare L
- Echium webbii Coincy
- Echium wildpretii Pears. ex Hook. fil.